# Basen sedymentacyjny
Basen sedymentacyjny – naturalne zagłębienie w skorupie ziemskiej stanowiące obszar sedymentacji osadów w pewnym okresie historii Ziemi. 
Jest to zazwyczaj teren obniżony względem sąsiednich obszarów, lub wykazujący tendencję do obniżania się. Najczęściej basenem sedymentacyjnym jest zbiornik wodny (jezioro, morze, ocean), a w strefie suchej i półsuchej – bezodpływowa kotlina przed- i śródgórska typu bolson czy playa,  wypełniona piaskiem (np. pustynia Takla Makan).
Szczególnym przypadkiem basenu sedymentacyjnego jest geosynklina.